# Elecciones provinciales del Chaco de 1991
Las elecciones generales de la provincia del Chaco de 1991 se realizaron el domingo 27 de octubre del mencionado año, al mismo tiempo que las elecciones legislativas a nivel nacional. Se debía elegir al Gobernador y Vicegobernador, y a 16 de los 32 escaños de la Legislatura Provincial, configurando los poderes ejecutivo y legislativo de la provincia para el período 1991-1995. A su vez se renovaron las intendencias y Consejos Deliberantes de los cincuenta y cinco municipios de la provincia. Fueron las terceras elecciones desde la restauración democrática de 1983, y los octavos comicios provinciales chaqueños desde el acceso del territorio a la autonomía provincial en 1953.
El gobierno de Danilo Baroni, del Partido Justicialista (PJ), oficialista tanto a nivel nacional como provincial, experimentaba un profundo desgaste al momento de las elecciones, mientras que el principal partido opositor, la Unión Cívica Radical (UCR), también sufría un alto nivel de desprestigio por la hiperinflación que puso fin anticipado al gobierno nacional encabezado por Raúl Alfonsín. En ese contexto, el exgobernador de facto durante el último período de la dictadura militar, José Ruiz Palacios, fundó el partido Acción Chaqueña (ACHA), resultando electo intendente de la capital provincial, Resistencia. De cara a las elecciones, al mismo tiempo que en varias provincias figuras gubernativas de la dictadura comenzaban a obtener triunfos en el extremo norte argentino (destacando el salteño Roberto Ulloa y el tucumano Antonio Domingo Bussi), se creía factible que Palacios ganara las elecciones por las debacles del PJ y la UCR. El justicialismo presentó como candidato a Jorge Morales, y el radicalismo a Livio Lataza Lanteri, ex intendente de Resistencia. Palacios presentó su candidatura por ACHA, con el radical disidente Rolando Tauguinas como compañero de fórmula. Sin embargo, el justicialismo presentó una impugnación a la candidatura de Palacios por no cumplir el requisito constitucional de residencia previa inmediata en la provincia, provocando la desestimación de la fórmula, sin que se aceptaran las apelaciones de Palacios. Finalmente, Acción Chaqueña concurrió con Tauguinas (nacido en la provincia) como candidato a gobernador.
La elección resultó en una sorpresiva y muy ajustada victoria para Tauguinas, por tan solo 1.470 votos exactos, imponiéndose con el 37.48% de los sufragios contra el 37.11% de Morales. La absorción de ACHA de gran parte del voto antiperonista de la provincia provocó un fuerte revés electoral para la UCR, y Lanteri se ubicó en un lejano tercer puesto con el 21.83%, el peor resultado histórico para el radicalismo chaqueño. A pesar de que la victoria de Tauguinas fue ajustada, el justicialismo experimentó una gran caída al perder las principales intendencias de la provincia (Resistencia y Presidencia Roque Sáenz Peña). El bipartidismo, hasta entonces muy consolidado, sufrió una pérdida neta de 135.673 votos, alrededor de un tercio de su peso electoral. Con respecto al plano legislativo, el justicialismo perdió la mayoría en la Cámara de Diputados al obtener ACHA 7 de las 16 bancas en disputa, contra 6 del PJ y 3 de la UCR, pero continuó siendo el bloque mayoritario con 14 escaños, mientras que la UCR y el ACHA empataron con 9 cada uno. La participación electoral decreció ligeramente con respecto a los anteriores comicios provinciales, siendo un 76.75% del electorado registrado el que emitió sufragio. El gobernador y los legisladores electos asumieron sus cargos el 10 de diciembre de 1991.

## Resultados

### Gobernador y Vicegobernador
|  | 37.48 % |

|  | 37.11 % |

|  | 21.83 % |

|  | 1.53 % |

|  | 1.07 % |

|  | 0.53 % |

|  | 0.44 % |

|  | 98.05 % |

|  | 1.73 % |

|  | 0.22 % |

|  | 100.00 % |

|  | 76.75 % |

### Cámara de Diputados
| ← 1989 · Cámara de Diputados · 1993 → | ← 1989 · Cámara de Diputados · 1993 →     | ← 1989 · Cámara de Diputados · 1993 → | ← 1989 · Cámara de Diputados · 1993 → | ← 1989 · Cámara de Diputados · 1993 → | ← 1989 · Cámara de Diputados · 1993 → | ← 1989 · Cámara de Diputados · 1993 → | ← 1989 · Cámara de Diputados · 1993 → | ← 1989 · Cámara de Diputados · 1993 → |
| Partido                               | Partido                                   | Votos                                 | %                                     | Bancas                                | Bancas                                | Bancas                                | Bancas                                | Candidatos |
| Partido                               | Partido                                   | Votos                                 | %                                     | Obtenidas                             | +/-                                   | Totales                               | +/-                                   | Candidatos |
| ------------------------------------- | ----------------------------------------- | ------------------------------------- | ------------------------------------- | ------------------------------------- | ------------------------------------- | ------------------------------------- | ------------------------------------- | --- |
|                                       | Acción Chaqueña                           | 151.257                               | 38,49                                 | 7/16                                  | 5                                     | 9/32                                  | 7                                     | Ver candidatos: 1. José Ruiz Palacios 2. Emanuel Klein 3. Ilda Rosa Checura 4. Julio Beker 5. Oscar Danilo Larroquette 6. Arnaldo Argentino Soria 7. Marcelo Federico Burrueco Mansilla 8. Ricardo Francisco Billa 9. José Humberto Flekenstein 10. Pablo Patricio Mychajtyszczuk 11. Eduardo Roberto Viñuela 12. Elda Pértile 13. Julio Argentino Florentín 14. René Hugo Piccini 15. Doroteo Alfredo Umeres 16. Juan Carlos Núñez |
|                                       | Frente Justicialista Popular              | 142.897                               | 36,37                                 | 6/16                                  | 2                                     | 14/32                                 | 2                                     | Ver candidatos: 1. Alberto Torresagasti 2. Jorge Belzor Miño 3. Emilio Eduardo Carrara 4. Eduardo Omar Molina 5. Carlos Viñas 6. Aquiles Danilo Pastor 7. Víctor Gertulio Troche 8. Humberto Mario Maidana 9. Edmundo Ybarra 10. Juan Honcharuk 11. Delia Nery Carán 12. Marcelo Oscar Benítez 13. Mario Oscar Soria 14. Oscar Ramón Chacón 15. Antonio Jesús Ramón Bosch 16. Italo Amadeo Orso                                     |
|                                       | Unión Cívica Radical                      | 83.221                                | 21,18                                 | 3/16                                  | 3                                     | 9/32                                  | 2                                     | Ver candidatos: 1. Humberto Antonio del Balzo 2. Eduardo Aníbal Moro 3. Alberto Oscar Eutimio Zaragoza 4. Carlos Urlich 5. León Radzanowicz 6. Nélida María Prieto 7. Luis Daniel Mereles 8. Mario José Finkelstein 9. Delfor Horacio Rafel 10. Ramón Rubén Ávalos 11. Ada Lupi 12. Algo Gustavo Ravarotto 13. Ramón Fidel Acosta 14. José Barreto 15. Máximo Omar Montes 16. José Pedro Moreno                                     |
|                                       | Partido Nacionalista Constitucional       | 5.763                                 | 1,47                                  | 0/16                                  | Sin cambios                           | 0/32                                  | Sin cambios                           | Ver candidatos: 1. Marcos René Trejo 2. Luis Alberto Cabrera 3. Domingo José Baldo 4. Francisco José Alemán 5. Ramón Fernández 6. Juan Simón Argañaraz 7. Alicia Lorenza Molina 8. Silvia Elizabeth di Paolo 9. Juan Roberto Varesco 10. Saúl Ismael Legal 11. Manuel Cantero 12. Marta Mabel Corchuelo Bregui 13. José Alberto Schulman 14. Laura Susana Fernández                                                                 |
|                                       | Convergencia Transformadora (PI - PS)     | 4.444                                 | 1,13                                  | 0/16                                  | Sin cambios                           | 0/32                                  | Sin cambios                           | Ver candidatos: 1. Antonio Félix Duarte 2. Luis Eugenio Basterra 3. Eduardo Emilio García 4. Florentino Morales 5. Aníbal Luzzi 6. Mario Agustín Demichelis 7. Abel Gamarra 8. Holanda Denia Rivero 9. Julio Omar Molisano 10. Dante Gustavo Alegre 11. Antonio Barca 12. Elena Haydee Lavia 13. Gustavo Antonio Gerzel 14. José Luis Rodríguez 15. Juan Carlos Rosciani 16. Benito Oscar Duarte                                    |
|                                       | Cabildo Abierto (PDC - Encuentro Popular) | 3.601                                 | 0,92                                  | 0/16                                  | Sin cambios                           | 0/32                                  | Sin cambios                           | Ver candidatos: 1. Aníbal Ponti 2. Rosa Isabel Fernández 3. Laura Buenaventura Domínguez 4. José Raúl Eduardo Simón 5. Marcos Rafael Ruiz Díaz 6. Neri Francisco Enrique Romero 7. Manuel Rosa Gallardo 8. Oscar Rodolfo Mendoza 9. Ricardo Morel 10. Rodolfo Aníbal Rivero 11. María Niero 12. María del Carmen Fernández 13. Sandra Raquel Fogar 14. Sonia Adelaida Soto 15. José Alexander Conti 16. Juan Carlos Amarilla        |
|                                       | Partido Comunista                         | 1.766                                 | 0,45                                  | 0/16                                  | Sin cambios                           | 0/32                                  | Sin cambios                           | Ver candidatos: 1. Hugo Raúl Jenefes 2. Daniel Tabares 3. Julio César González 4. Ramón Oscar Ramírez 5. María Cristina Quenardelle 6. Norma Judith de las Mercedes 7. Restituto Gauto 8. Daniel Amadeo Svriz 9. Anselmo Héctor Luque 10. Adolfo Raúl Molodezky 11. Alicia Ester Acevedo 12. Abel Atilio Díaz 13. Domingo Insaurralde 14. Sebastián Colla 15. Elsa Arabella Dellatorre 16. Luis Mañanes                             |
|                                       |                                           |                                       |                                       |                                       |                                       |                                       |                                       | |
| Votos válidos                         | Votos válidos                             | 392.949                               | 97,59                                 |                                       |                                       |                                       |                                       | |
| Votos en blanco                       | Votos en blanco                           | 8.816                                 | 2,19                                  |                                       |                                       |                                       |                                       | |
| Votos anulados                        | Votos anulados                            | 903                                   | 0,22                                  |                                       |                                       |                                       |                                       | |
| Total de votos                        | Total de votos                            | 402.668                               | 100                                   |                                       |                                       |                                       |                                       | |
| Votantes registrados/participación    | Votantes registrados/participación        | 524.643                               | 76,75                                 |                                       |                                       |                                       |                                       | |
| Fuentes:                              |                                           |                                       |                                       |                                       |                                       |                                       |                                       | |